# Moretum

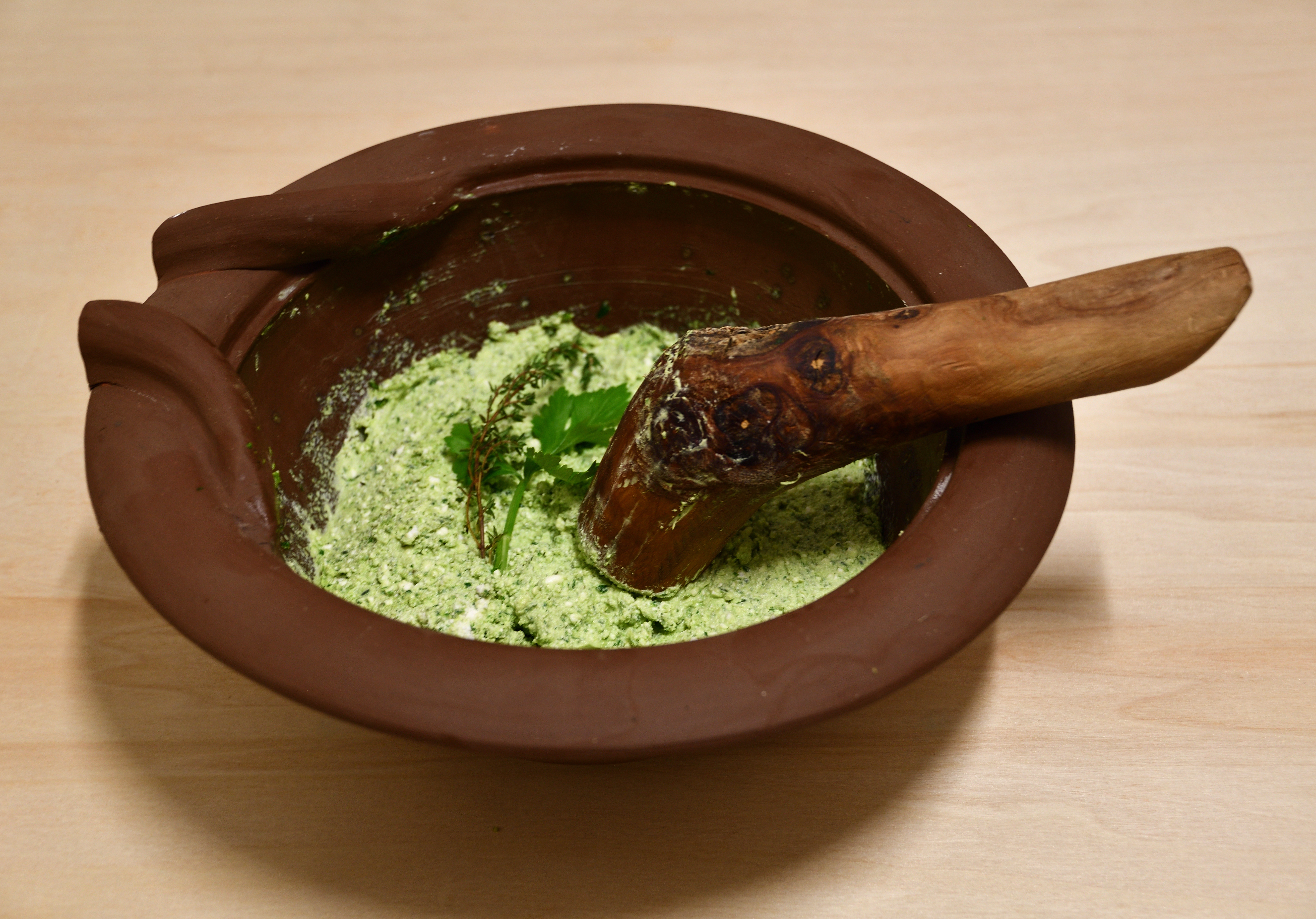
Moretum en el mortero.

El moretum es una especie de queso untable tradicional que se servía como acompañamiento de algunos de los platos de la Antigua Roma. Se trata de un tipo de aderezo o salsa cuyos ingredientes se machacan en un mortero, del cual toma el nombre.

## Citas
En el Appendix Vergiliana, obra que, como indica su nombre, se atribuye a Virgilio, se dice que los ingredientes del moretum son hierbas aromáticas, ajo, queso, vinagre, aceite de oliva y sal, y se describe su preparación como desayuno por un campesino. Con respecto a la combinación de los ingredientes, en la línea 103 se lee 

color est e pluribus unus

El moretum también es nombrado por Columela en el libro XII de su obra De re rustica.